# Trnava (Kroatien)

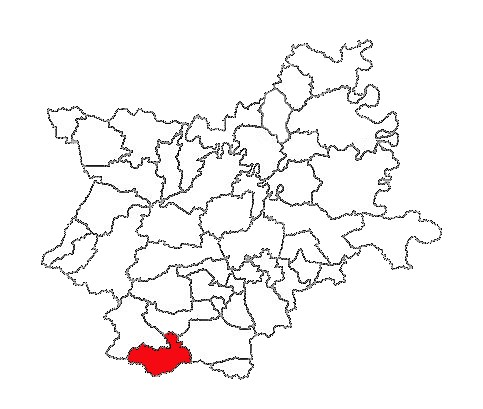
Lage der Gemeinde Trnava in der Gespanschaft Osijek-Baranja

Trnava (deutsch: Tirnau) ist eine Gemeinde in der kroatischen Gespanschaft Osijek-Baranja im Osten Kroatiens mit 530 Einwohnern (2021). Sie liegt nahe der Stadt Đakovo. Das Gemeindegebiet erstreckt sich über 83 Quadratkilometer und administrativ gehören zur Gemeinde noch weitere 5 Siedlungen.

## Siedlungen der Gemeinde
Laut der letzten Volkszählung von 2021 hatte die Gemeinde Trnava mit allen Siedlungen zusammen 1270 Einwohner.
- Dragotin – 192
- Hrkanovci đakovački – 95
- Kondrić – 183
- Lapovci – 204
- Svetoblažje – 66
- Trnava  – 530

## Bevölkerung
Die Siedlung hatte 1857 537 Einwohner und die höchste Einwohnerzahl 1948 mit 1255 Einwohnern. Laut der Volkszählung von 1910 waren 83 % der Bevölkerung Kroaten, 8 % Ungarn und 6 % Deutsche. 1991, kurz vor Ausbruch des Jugoslawienkrieges, waren 96 % der Bevölkerung kroatischer Nationalität und bei der letzten Volkszählung 2021 hatte die Siedlung 530 Einwohner.
| Bevölkerungsentwicklung | Bevölkerungsentwicklung | Bevölkerungsentwicklung | Bevölkerungsentwicklung | Bevölkerungsentwicklung | Bevölkerungsentwicklung | Bevölkerungsentwicklung | Bevölkerungsentwicklung | Bevölkerungsentwicklung | Bevölkerungsentwicklung | Bevölkerungsentwicklung | Bevölkerungsentwicklung | Bevölkerungsentwicklung | Bevölkerungsentwicklung | Bevölkerungsentwicklung | Bevölkerungsentwicklung | Bevölkerungsentwicklung |
| ----------------------- | ----------------------- | ----------------------- | ----------------------- | ----------------------- | ----------------------- | ----------------------- | ----------------------- | ----------------------- | ----------------------- | ----------------------- | ----------------------- | ----------------------- | ----------------------- | ----------------------- | ----------------------- | ----------------------- |
| 1857                    | 1869                    | 1880                    | 1890                    | 1900                    | 1910                    | 1921                    | 1931                    | 1948                    | 1953                    | 1961                    | 1971                    | 1981                    | 1991                    | 2001                    | 2011                    | 2021                    |
| 537                     | 808                     | 819                     | 930                     | 926                     | 1.031                   | 1.067                   | 1.144                   | 1.255                   | 1.208                   | 1.092                   | 894                     | 780                     | 725                     | 703                     | 630                     | 530                     |

## Sehenswürdigkeiten
Die auf der Kreuzerhöhung römisch-katholische Pfarrkirche wurde 1845 erbaut und 1966 renoviert. Das Gebäude umfasst einen einschiffigen Sakralbau mit einem schmaleren polygonalen Schrein und einem in die Hauptfassade integrierten Glockenturm. Der einstöckige Glockenturm wird durch eine pyramidenförmige Dachkonstruktion abgeschlossen. Die Kirche liegt auf einem Hügel unweit der Hauptstraße. Die Pfarrei wurde 1758 gegründet.

## Kulturvereine
Im kroatischen Vereinsregister Registar udruga Republike Hrvatske sind 8 Vereine mit Sitz in Trnava registriert (Stand: VI/2021):
- Kultur- und Kunstverein „Brđani“
- Vereinigung der Weinbauern, Winzer und Obstbauern „Zlatarevac“
- Frauenverein „Sunčice“
- Tierschutzverein „Njuškavi banditi“
- Jagdgesellschaft „Srnjak“
- Jagdgesellschaft „Vepar“
- Freiwillige Feuerwehr „DVD“ Trnava

## Sportvereine
- Fußballverein „Dinamo“